# Bonsall (Wielka Brytania)
Bonsall – wieś w Anglii, w hrabstwie Derbyshire, w dystrykcie Derbyshire Dales. Leży 24 km na północ od miasta Derby i 205 km na północny zachód od Londynu.